# Józef Bednawski
Józef Bednawski herbu Prus I – subdelegat grodzki opoczyński w 1702 roku.